# Leopoldina di Baden
Leopoldina di Baden (nome completo Leopoldina Guglielmina Paolina Amalia Massimiliana di Baden; Karlsruhe, 22 febbraio 1837 – Strasburgo, 23 dicembre 1903) fu una principessa di Baden per nascita e principessa di Hohenlohe-Langenburg per matrimonio.

## Biografia
Leopoldina era la quarta e ultima figlia del principe Guglielmo di Baden (1792–1859), e di sua moglie, la duchessa Elisabetta Alessandrina di Württemberg (1802–1864) figlia del duca Ludovico Federico Alessandro di Württemberg. I suoi nonni paterni furono Carlo Federico di Baden, il primo granduca di Baden, e la sua seconda moglie Luise Geyer di Geyersberg, contessa di Hochberg.
Crebbe a Karlsruhe con le sorelle maggiori, Sofia (1834–1904) ed Elisabetta (1835–1891).
Il 24 settembre 1862 sposò a Karlsruhe il principe Ermanno di Hohenlohe-Langenburg, secondogenito del principe Ernesto I di Hohenlohe-Langenburg e della principessa Feodora di Leiningen, sorellastra maggiore della regina Vittoria del Regno Unito.
La coppia ebbe tre figli:
- Ernesto, principe di Hohenlohe-Langenburg (1863-1950), sposò la principessa Alessandra di Sassonia-Coburgo-Gotha (1878-1942);
- Principessa Elisa di Hohenlohe-Langenburg (1864-1929), sposò nel 1884 il principe Enrico XXVII di Reuss-Gera (1858-1928);
- Principessa Feodora di Hohenlohe-Langenburg (1866-1932), sposò nel 1894 Emich, V Principe di Leiningen (1866-1939).

Leopoldina fondò l'"Associazione di Leopoldina", e a Strasburgo, dove suo marito era stato nominato governatore dell'Alsazia-Lorena, svolse prevalentemente compiti di rappresentanza.
Morì il giorno prima della Vigilia di Natale dell'anno 1903, e venne sepolta nel cimitero di famiglia, situato a Langenburg.

## Titoli e trattamento
- 20 novembre 1834 – 11 settembre 1858: Sua Altezza Granducale Principessa Leopoldina di Baden
- 11 September 1858 - 21 November 1899: Sua Altezza Reale Granducale La Principessa di Hohenlohe-Langenburg

## Ascendenza
|                                              |                                          |                                                   | Genitori                                             |  |  | Nonni |  |  | Bisnonni                  |  |  | Trisnonni                            |  |
|                                              |                                          |                                                   |                                                      |  |  |       |  |  | Federico di Baden-Durlach |  |  | Carlo III Guglielmo di Baden-Durlach |  |
|                                              |                                          |                                                   |                                                      |  |  |       |  |  | Federico di Baden-Durlach |  |  | Carlo III Guglielmo di Baden-Durlach |  |
|                                              |                                          | Maddalena Guglielmina di Württemberg              |                                                      |  |  |       |  |  | Federico di Baden-Durlach |  |  |                                      |  |
| Carlo Federico di Baden                      |                                          |                                                   |                                                      |  |  |       |  |  | Federico di Baden-Durlach |  |  |                                      |  |
|                                              |                                          | Amalia di Nassau-Dietz                            | Giovanni Guglielmo Friso d'Orange                    |  |  |       |  |  |                           |  |  |                                      |  |
|                                              |                                          | Amalia di Nassau-Dietz                            | Giovanni Guglielmo Friso d'Orange                    |  |  |       |  |  |                           |  |  |                                      |  |
|                                              |                                          | Amalia di Nassau-Dietz                            | Maria Luisa d'Assia-Kassel                           |  |  |       |  |  |                           |  |  |                                      |  |
| Guglielmo di Baden                           |                                          | Amalia di Nassau-Dietz                            |                                                      |  |  |       |  |  |                           |  |  |                                      |  |
|                                              |                                          | Luigi Enrico, Barone Geyer di Geyersberg          | Christian Heinrich Geyer von Geyersberg              |  |  |       |  |  |                           |  |  |                                      |  |
|                                              |                                          | Luigi Enrico, Barone Geyer di Geyersberg          | Christian Heinrich Geyer von Geyersberg              |  |  |       |  |  |                           |  |  |                                      |  |
|                                              |                                          | Luigi Enrico, Barone Geyer di Geyersberg          | Christianne Philippa von Thümel                      |  |  |       |  |  |                           |  |  |                                      |  |
| Baronessa Luisa Carolina Geyer di Geyersberg |                                          | Luigi Enrico, Barone Geyer di Geyersberg          |                                                      |  |  |       |  |  |                           |  |  |                                      |  |
|                                              |                                          | Contessa Massimiliana Cristiana di Sponeck        | Johann Rudolph von Hedwiger, Conte di Sponeck        |  |  |       |  |  |                           |  |  |                                      |  |
|                                              |                                          | Contessa Massimiliana Cristiana di Sponeck        | Johann Rudolph von Hedwiger, Conte di Sponeck        |  |  |       |  |  |                           |  |  |                                      |  |
|                                              |                                          | Contessa Massimiliana Cristiana di Sponeck        | Wilhelmine Louise von Hoff                           |  |  |       |  |  |                           |  |  |                                      |  |
| Principessa Leopoldina di Baden              |                                          | Contessa Massimiliana Cristiana di Sponeck        |                                                      |  |  |       |  |  |                           |  |  |                                      |  |
|                                              | Federico II Eugenio, Duca di Württemberg | Carlo Alessandro, Duca di Württemberg             |                                                      |  |  |       |  |  |                           |  |  |                                      |  |
|                                              | Federico II Eugenio, Duca di Württemberg | Carlo Alessandro, Duca di Württemberg             |                                                      |  |  |       |  |  |                           |  |  |                                      |  |
|                                              | Federico II Eugenio, Duca di Württemberg | Principessa Maria Augusta di Thurn und Taxis      |                                                      |  |  |       |  |  |                           |  |  |                                      |  |
| Duca Luigi di Württemberg                    | Federico II Eugenio, Duca di Württemberg |                                                   |                                                      |  |  |       |  |  |                           |  |  |                                      |  |
|                                              |                                          | Margravia Federica Dorotea di Brandeburgo-Schwedt | Federico Guglielmo, Margravio di Brandeburgo-Schwedt |  |  |       |  |  |                           |  |  |                                      |  |
|                                              |                                          | Margravia Federica Dorotea di Brandeburgo-Schwedt | Federico Guglielmo, Margravio di Brandeburgo-Schwedt |  |  |       |  |  |                           |  |  |                                      |  |
|                                              |                                          | Margravia Federica Dorotea di Brandeburgo-Schwedt | Sofia Dorotea di Prussia                             |  |  |       |  |  |                           |  |  |                                      |  |
| Elisabetta Alessandrina di Württemberg       |                                          | Margravia Federica Dorotea di Brandeburgo-Schwedt |                                                      |  |  |       |  |  |                           |  |  |                                      |  |
|                                              |                                          | Carlo Cristiano, Principe di Nassau-Weilburg      | Carlo Augusto, Principe di Nassau-Weilburg           |  |  |       |  |  |                           |  |  |                                      |  |
|                                              |                                          | Carlo Cristiano, Principe di Nassau-Weilburg      | Carlo Augusto, Principe di Nassau-Weilburg           |  |  |       |  |  |                           |  |  |                                      |  |
|                                              |                                          | Carlo Cristiano, Principe di Nassau-Weilburg      | Augusta Federica Guglielmina di Nassau-Idstein       |  |  |       |  |  |                           |  |  |                                      |  |
| Principessa Enrichetta di Nassau-Weilburg    |                                          | Carlo Cristiano, Principe di Nassau-Weilburg      |                                                      |  |  |       |  |  |                           |  |  |                                      |  |
|                                              |                                          | Principessa Carolina d'Orange-Nassau              | Guglielmo IV d'Orange-Nassau                         |  |  |       |  |  |                           |  |  |                                      |  |
|                                              |                                          | Principessa Carolina d'Orange-Nassau              | Guglielmo IV d'Orange-Nassau                         |  |  |       |  |  |                           |  |  |                                      |  |
|                                              |                                          | Principessa Carolina d'Orange-Nassau              | Anna, Principessa Reale                              |  |  |       |  |  |                           |  |  |                                      |  |
|                                              |                                          | Principessa Carolina d'Orange-Nassau              |                                                      |  |  |       |  |  |                           |  |  |                                      |  |